# Cnemodesmina angolensis
Cnemodesmina angolensis är en mångfotingart som beskrevs av Kraus 1958. Cnemodesmina angolensis ingår i släktet Cnemodesmina och familjen orangeridubbelfotingar. Inga underarter finns listade i Catalogue of Life.